# Dvanaesta slavonska proleterska udarna brigada NOVJ-a
Dvanaesta slavonska proleterska narodnooslobodilačka udarna brigada bila je jedna od najuspješnijih jedinica NOVH-a na istoku Hrvatske, u Slavoniji, koju je Glavni štab NOV-a Hrvatske 1944. godine proglasio najboljom brigadom u Hrvatskoj.
Formirana je 11. listopada 1942. godine u selu Budićima kraj Pakraca, pod imenom Prva slavonska brigada (ovaj naziv nosila je do 21. prosinca 1942.), od dijelova Prvog i Drugog slavonskog partizanskog odreda. Tada je imala četiri bataljuna, mitraljeski i topovski odsjek, Omladinsku četu i bolnički vod, ukupne jačine 958 boraca, naoružanih sa 711 pušaka, 2 mitraljeza, 22 puškomitraljeza i topom. Prvi zapovjednik brigade bio je Bogdan Crnobrnja, a politički komesar Ranko Zec.
Formiranje i uspješne akcije brigade omogućili su proširivanje slobodnog teritorija u Slavoniji, formiranje novih partizanskih jedinica, bolje uvjete za rad Štaba, organizaciju organa KPH, narodne vlasti, omladine i AFŽ-a. 
Operativni prostor na kome je 12. brigada djelovala obuhvaćao je oko 30.000 km2, gdje je živjelo približno oko 3 milijuna stanovnika.
Zbog svojih ratnih uspjeha brigadu je, isprva Glavni štab NOV i PO Hrvatske, početkom srpnja 1943. godine proglasio za udarnu, a odlukom Vrhovnog zapovjednika NOV-a i POJ-a maršala Josipa Broza Tita 26. listopada 1944. godine dobila je i naziv proleterska. Brigada je dala veliki broj rukovoditelja za novoformirane jedinice u Slavoniji. Jedanaest njezinih boraca proglašeno je narodnim herojima.
Za zasluge tijekom Narodnooslobodilačke borbe odlikovana je Ordenom narodnog oslobođenja, Ordenom partizanske zvezde i Ordenom bratstva i jedinstva, a 21. srpnja 1977. godine i Ordenom narodnog heroja. 
Kroz Brigadu je prošlo oko 7-8.000 boraca, poginulo je oko 1.600 boraca, dok je svaki treći bio ranjen.

## Osnutak 12. slavonske brigade
Službeno proglašenje formiranja Prve slavonske NOU brigade izvršeno je 11. listopada 1942. godine na južnim obroncima Papuka, iznad sela Budići na Bučju. Posebna karakteristika Brigade bila je mladost boraca, koji su u prosjeku imali 18-20 godina života. Na dan formiranja, Brigada je po popisu imala 958 boraca, svrstanih u četiri bataljuna, prateći vod, bolničku i omladinsku četu. Oko 200 boraca nije imalo više od 18 godina, 350 bilo je između 18 i 20, 300 od 20 do 24, a 100 boraca preko 25 godina života. Ni jedan borac nije bio stariji od 30 godina. Od 958 boraca 864 su bili Srbi, 79 Hrvata, 10 Čeha, 2 Židova, 2 muslimana i 1 Nijemac. Od ukupnog broja, 785 su bili seljaci, 132 radnici i 34 đaka i studenta.
Brigada je isprva trebala čišćenjem sela od ustaša i agenata, i napadima na manje garnizone NDH, zaplijeniti što više oružja, proširiti oslobođeni teritorij prodorom u Požešku kotlinu i istočnu Slavoniju, i mobilizirati što veći broj boraca hrvatske nacionalnosti.

## Borbe Dvanaeste slavonske brigade
Odmah nakon osnutka, brigada je osloncem na Papuk, Ravnu goru i Psunj, napadala neprijateljske garnizone i ometala prometovanje na okolnim komunikacijama. U noći između 19./20. listopada zauzela je neprijateljsko uporište u Podvršku, zatim željezničku postaju Ratkovicu, 25. listopada, i kod Gradišta odbila napad jakih njemačkih snaga potpomognutih avijacijom, kada je oborila i jedan neprijateljski avion. Pored toga, ona je u studenom onesposobila željezničku postaju Londžicu i našički vodovod, zatim zauzela Ćeralije i željezničku postaju Rijenci, te uništila neprijateljski transport kod Voćina, 3. prosinca.
Brigada je vodila vrlo teške borbe 6. i 7. prosinca 1942. godine kod Slatine; uz suradnju dijelova Prvog i Drugog slavonskog partizanskog odreda, 12. prosinca je savladala domobranski garnizon u Voćinu i zarobila 183 domobrana s cjelokupnim naoružanjem. Do kraja prosinca porušila je željezničku prugu Banova Jaruga-Virovitica, u dužini od tri kilometra, i zauzela Orahovicu i Orljavac. Naredbom Glavnog štaba NOV-a i PO-a Hrvatske 21. prosinca 1942. godine, dobila je naziv Dvanaesta slavonska brigada, a 30. prosinca iste godine ušla je u sastav novoformirane Četvrte slavonske divizije, koja je u svibnju 1943. godine preimenovana u Dvanaestu slavonsku diviziju NOVJ-a.
U prvoj polovici 1943. godine, zajedno s drugim slavonskim jedinicama, sudjelovala je u ponovnom zauzimanju Voćina, zatim je napadala Okučane, 21. prosinca i uništila ustaško-domobranski garnizon u Velikoj Pisanici, 19. veljače i Velikoj, 16. ožujka. U psunjsko-papučkoj operaciji, od 20. ožujka do 8. travnja, vodila je teške borbe s Nijemcima, ustašama i domobranima na Ravnoj gori i Psunju, odnijela pobjedu nad Ustaško-domobranskim slavonskim zdrugom u bici kod Šušnjara 16. travnja, te sudjelovala u borbama za oslobođenje Požeške kotline i zauzimanju Našica, 4. lipnja. Za postignute uspjehe u dotadašnjim borbama, Glavni štab NOV i PO Hrvatske joj je, početkom srpnja, dodijelio naziv udarna.
U sastavu Dvanaeste slavonske divizije, brigada se, početkom srpnja, prebacila u Hrvatsko zagorje, i sujdelovala u napadu na zatvor u Lepoglavi, 13. srpnja, kada je oslobođeno 700 zatvorenika. Na povratku iz Hrvatskog zagorja, zajedno sa 16. slavonskom omladinskom brigadom „Joža Vlahović" i Kalničkim partizanskim odredom, vodila je 22. srpnja žestoke borbe na Kalniku protiv ustaško-domobranskih jedinica i dijelova njemačke 187. rezervne divizije, a noću između 18./19. rujna, poslije jedanaestosatne borbe, zauzela je Đulovec.
Noću između 3./4. studenog 1943. godine, po naredbi Vrhovnog štaba NOV-a i POJ-a, prebacila se preko rijeke Save u srednju Bosnu, gdje se, u sastavu Jedanaeste krajiške divizije, borila protiv četnika i ustaša na planini Motajici. Žestoke borbe vodila je, 4. siječnja 1944. godine, na Ukrini kod Prnjavora, protiv dijelova njemačke Prve kozačke konjičke divizije i jakih ustaško-domobranskih jedinica. Sudjelovala je u borbama za zauzimanje Prnjavora, 20. siječnja i poslije borbi kod Dervente, noću između 15./16. svibnja, prebacila se natrag preko Save na sektor Dilja.
Poslije povratka u Slavoniju, vodila je borbe protiv njemačkih i ustaško-domobranskih jedinica kod Kule, Čaglina i planine Dilja. Zatim je srušila prugu između Vinkovaca i Banove Jaruge. Značajnu pobjedu izvojevala je 20. lipnja zauzimanjem Podgorača, kada je poginuo 351 i zarobljen 101 njemački vojnik i ustaša, i zaplijenjena dva topa, 14 minobacača, 46 mitraljeza, 650 pušaka i drugi ratni materijal. Tijekom ljeta osiguravala je žetvu na području Bekteža, Poreča i Kule, i odbila više neprijateljskih napada iz okolnih garnizona. U rujnu 1944. u 12. proletersku brigadu došla je grupa od 20 beogradskih skojevaca. Dana 26. rujna brigada je zauzela Čađavicu, a zajedno s Osječkom brigadom, 5. listopada, i Viroviticu. Poslije ovih uspjeha, dobila je, 26. listopada 1944. godine, od Vrhovnog zapovjednika NOV i POJ maršala Josipa Broza Tita naziv proleterska. Krajem listopada, brojno stanje 12. brigade iznosilo je 1755 boraca. Zbog pojačanog priljeva hrvatskih boraca, nacionalni sastav je bio Hrvata 1064, i Srba 615.
Krajem 1944. godine, brigada je sudjelovala u borbama na rijeci Dravi, a početkom sljedeće godine borila se protiv njemačkih i ustaško-domobranskih jedinica kod Grubišnog Polja, Pitomače, Orahovice, Ćeralija, Voćina, Velike, Našica i drugih mjesta. U proljeće 1945. godine, dala je značajan doprinos u završnoj ofenzivi za oslobođenje Slavonije, Podravine i Štajerske.
Tijekom 940 dana dugog ratnog puta brigade, poginulo je oko 1.500 njezinih boraca. Popis, koji su za potrebe monografije "Dvanaesta proleterska slavonska brigada" sastavili autor Jovan Kokot i suradnici, sadrži imena 1.422 poginula borca brigade s osnovnim biografskim podacima.

## Zapovjednici brigade
- Bogdan Crnobrnja, od 11. listopada 1942. do 28. listopada 1942.
- Radojica Nenezić, od 28. listopada do 1. prosinca 1942.
- Vicko Antić, od 1. prosinca 1942. do 10. veljače 1943.
- Josip Antolović, od 10. veljače 1943. do 1. veljače 1944.
- Ivan Senjug, od 1. veljače 1944. do 20. kolovoza 1944. kad je poginuo.
- Dušan Ostojić, od 1. rujna 1944. do 16. svibnja 1945.

## Narodni heroji Dvanaeste slavonske brigade
- Vicko Antić, zapovjednik brigade
- Josip Antolović
- Vlado Janić Capo
- Čedo Grbić Kedacije
- Radojica Nenezić, zamjenik zapovjednika brigade
- Gedeon Bogdanović
- Đuro Dulić
- Pajo Orozović
- Petar Car
- Dako Puač, zamjenik zapovjednika brigade
- Ivan Senjug Ujak, zapovjednik brigade
- Stevo Došen
- Stjepan Funarić
- Milan Stanivuković, načelnik Štaba brigade